# انور اونلو
انور اونلو (ترکی استانبولی: Onur Ünlü؛ زادهٔ ۲۴ ژوئن ۱۹۷۳) کارگردان فیلم اهل ترکیه است. وی از سال ۱۹۹۹ میلادی تاکنون مشغول فعالیت بوده‌است. اسم يكى از فيلم هاى او رجايى تيزچشم است.